# Resolutie 1710 Veiligheidsraad Verenigde Naties
Resolutie 1710 van de Veiligheidsraad van de Verenigde Naties werd unaniem door de VN-Veiligheidsraad aangenomen op 29 september 2006 en verlengde de waarnemingsmissie aan de grens tussen Ethiopië en Eritrea met vier maanden.

## Achtergrond
Na de Tweede Wereldoorlog werd Eritrea bij Ethiopië gevoegd als een federatie. In 1962 maakte keizer Haile Selassie er een provincie van, waarop de Eritrese Onafhankelijkheidsoorlog begon. In 1991 bereikte Eritrea na een volksraadpleging die onafhankelijkheid. Er bleef echter onenigheid over een aantal grensplaatsen.
In 1998 viel Eritrea de stad Badme binnen, gevolgd door de bezetting van de rest van de Yirga Driehoek. Volgens Eritrea ging het historisch gezien om Eritrees grondgebied. Het lukte Ethiopië het gebied uiteindelijk weer in handen te krijgen, maar de gevechten kostten beide landen duizenden levens en miljarden dollars. 
In 2000 werd in Algiers een akkoord bereikt en een 25 kilometer brede veiligheidszone ingesteld die door de UNMEE-vredesmacht wordt bewaakt. Een gezamenlijke grenscommissie wees onder meer de stad Badme toe aan Eritrea, maar anno 2018 wordt het gebied nog steeds door Ethiopië bezet.

## Inhoud

### Waarnemingen
Nogmaals werd het belang benadrukt van een onverwijlde uitvoering van de beslissing van de grenscommissie die de definitieve grens tussen Ethiopië en Eritrea markeerde. Ook werd de integriteit van de tijdelijke veiligheidszone op die grens nog eens bevestigd. De volledige afbakening van de grens was vitaal voor de vrede tussen de twee landen. Beide landen hadden er eerder mee ingestemd de beslissingen van de commissie te zullen aanvaarden.

### Handelingen
Het mandaat van de UNMEE-waarnemingsmissie in de regio werd met vier maanden verlengd, tot 31 januari 2007. Opnieuw eiste de Veiligheidsraad dat Eritrea alle beperkingen die het de macht oplegde ophief en dat Ethiopië de beslissing van de grenscommissie opnieuw zou aanvaarden. De afbakening van de grens stokte en beide partijen moesten opnieuw voluit samenwerken met de commissie. Voorts moesten ze ook UNMEE de nodige ondersteuning verlenen. Als de grensafbakening tegen 31 januari geen vooruitgang had geboekt, dan zou UNMEE mogelijk herzien worden.

## Verwante resoluties
- Resolutie 1678 Veiligheidsraad Verenigde Naties
- Resolutie 1681 Veiligheidsraad Verenigde Naties
- Resolutie 1741 Veiligheidsraad Verenigde Naties (2007)
- Resolutie 1767 Veiligheidsraad Verenigde Naties (2007)

Lijst ·  1652 ·  1653 ·  1654 ·  1655 ·  1656 ·  1657 ·  1658 ·  1659 ·  1660 ·  1661 ·  1662 ·  1663 ·  1664 ·  1665 ·  1666 ·  1667 ·  1668 ·  1669 ·  1670 ·  1671 ·  1672 ·  1673 ·  1674 ·  1675 ·  1676 ·  1677 ·  1678 ·  1679 ·  1680 ·  1681 ·  1682 ·  1683 ·  1684 ·  1685 ·  1686 ·  1687 ·  1688 ·  1689 ·  1690 ·  1691 ·  1692 ·  1693 ·  1694 ·  1695 ·  1696 ·  1697 ·  1698 ·  1699 ·  1700 ·  1701 ·  1702 ·  1703 ·  1704 ·  1705 ·  1706 ·  1707 ·  1708 ·  1709 ·  1710 ·  1711 ·  1712 ·  1713 ·  1714 ·  1715 ·  1716 ·  1717 ·  1718 ·  1719 ·  1720 ·  1721 ·  1722 ·  1723 ·  1724 ·  1725 ·  1726 ·  1727 ·  1728 ·  1729 ·  1730 ·  1731 ·  1732 ·  1733 ·  1734 ·  1735 ·  1736 ·  1737 ·  1738